# Communauté de communes de Pionsat
Die Communauté de communes de Pionsat ist ein ehemaliger französischer Gemeindeverband mit der Rechtsform einer Communauté de communes im Département Puy-de-Dôme in der Region Auvergne-Rhône-Alpes. Sie wurde am 13. Dezember 1999 gegründet und umfasste zehn Gemeinden. Der Verwaltungssitz befand sich im Ort Pionsat.

## Historische Entwicklung
Mit Wirkung vom 1. Januar 2017 fusionierte der Gemeindeverband mit  
- Communauté de communes Cœur de Combrailles und
- Communauté de communes du Pays de Saint-Éloy-les-Mines

und bildete so die Nachfolgeorganisation Communauté de communes du Pays de Saint-Éloy.

## Ehemalige Mitgliedsgemeinden
1. Bussières
2. Château-sur-Cher
3. La Cellette
4. Pionsat
5. Le Quartier
6. Roche-d’Agoux
7. Saint-Hilaire
8. Saint-Maigner
9. Saint-Maurice-près-Pionsat
10. Vergheas